# Heteroctenus
Genre
Heteroctenus est un genre de scorpions de la famille des Buthidae.

## Distribution
Les espèces de ce genre sont endémiques des Antilles.

## Liste des espèces
Selon The Scorpion Files (24/10/2020) :
- Heteroctenus abudi (Armas & Marcano Fondeur, 1987)
- Heteroctenus aridicola (Teruel & Armas, 2012)
- Heteroctenus bonettii (Armas 1999)
- Heteroctenus garridoi (Armas, 1974)
- Heteroctenus gibarae (Teruel, 2006)
- Heteroctenus granulimanus (Teruel, 2006)
- Heteroctenus junceus (Herbst, 1800)
- Heteroctenus melloleitaoi (Teruel & Armas, 2006)
- Heteroctenus princeps (Karsch, 1879)
- Heteroctenus turieli Teruel & Yong, 2023

## Systématique et taxinomie
Ce genre a été décrit par Pocock en 1893. Il est placé en synonymie avec Rhopalurus par Pocock en 1902. Il est relevé de synonymie par Esposito, Yamaguti, Souza, Pinto da Roacha et Prendini en 2017.

## Publication originale
- Pocock, 1893 : « Contribution to our knowledge of the Arthropod fauna of the West Indies. Part I. Scorpiones and Pedipalpi. Scorpiones. » Journal of the Linnaean Society, vol. 24, p. 374–404 (texte intégral).